# Tramlijn Groenlo - Lievelde
De tramlijn Groenlo - Lievelde was een Nederlandse tramlijn van Groenlo naar het spoorwegstation Lichtenvoorde-Groenlo. De lijn stond ook wel bekend als de Groenlosche Tram. De tramlijn is geopend op 19 mei 1883 en gesloten in oktober 1922.

## Stoomtram (1883 - 1911)
Bij de aanleg van de spoorlijn Zutphen - Winterswijk door de Nederlandsch-Westfaalsche Spoorweg-Maatschappij was bij het dorp Lievelde een station Lichtenvoorde-Groenlo tussen de beide kernen Lichtenvoorde en Groenlo in geplaatst. Beide plaatsen grepen dus naast een eigen treinstation bij de eigen kern. Voor de verbinding van de stad Groenlo met het station werd een tramlijn aangelegd door de hiervoor opgerichte Stoomtram Maatschappij Lichtenvoorde-Groenlo.

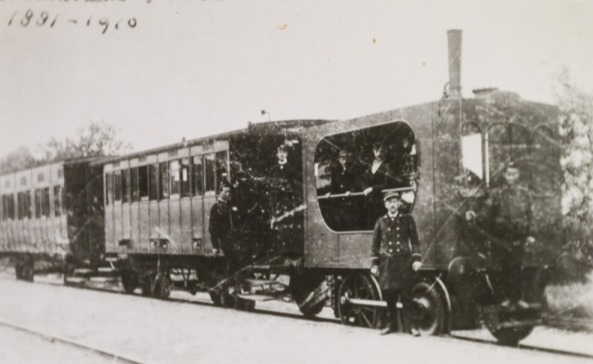
Een tram op de tramlijn Groenlo - Groenlo/Lichtenvoorde,1896

De Stoomtram Maatschappij Lichtenvoorde-Groenlo was eigenaar van de lijn, maar besteedde het uitvoeren van de dienst uit aan de Hollandsche IJzeren Spoorweg-Maatschappij (HIJSM). De stoomtram had 15 minuten nodig voor de vier kilometer van Groenlo naar het station in Lievelde. Er werden dagelijks 8 retourritten gereden.
Na de opening van een station in Groenlo aan de eveneens door de HIJSM geëxploiteerde spoorlijn Winterswijk - Neede nam het vervoer op de tramlijn sterk af. De dienst werd per 1 januari 1911 gestaakt.
De tram werd vervangen door een paarden-omnibusdienst en de tramlijn bleef ongebruikt liggen. In 1913 werd er een overeenkomst gesloten met de Geldersch-Overijsselsche Stoomtramweg Maatschappij (G.O.S.M.), waarbij de lijn zou worden overgedragen, om deze vervolgens te exploiteren samen met de ontworpen tramlijn Borculo - Groenlo - Winterswijk. Door het uitbreken van de Eerste Wereldoorlog kwam van al deze plannen niets terecht.

## Motortram en paardentram (1915 - 1922)
De gemeente Groenlo wilde de verbinding graag behouden en richtte op 6 augustus 1915 de NV Groenlose Tram (GT) op. Van 1915 tot 1922 reed hier het kleinste trambedrijf van de Achterhoek. Het bestond uit slechts drie personeelsleden: een bestuurder (tevens conducteur), een werkmeester en een wegwerker. Uit oude paardentramrijtuigen waren twee nogal merkwaardige tramstellen samengesteld van elk drie wagens, waarvan de middelste was gemotoriseerd. De bestuurder zat in de middelste bak. Doordat de bediening in het middenrijtuig plaatsvond werd het uitzicht op de baan ernstig belemmerd en had men alleen wat zicht wanneer het hoofd uit het raam werd gestoken. Omdat het Rijkstoezicht het uitzicht op de baan als onvoldoende beschouwde moest het worden verbouwd: aan weerszijden van het middelste motorrijtuig kwam een uitbouw welke 40 cm aan weerszijden buiten de wagenbak uitstak.
Op deze wijze kreeg de bestuurder wat meer zicht langs de baan. Men kreeg toestemming om ze in gebruik te nemen, als er niet sneller dan 12 km/h mee werd gereden.
Tijdens de Eerste Wereldoorlog kon de tram, door een gebrek aan brandstof, niet blijven rijden. Tussen 1917 en 1919 reed een paardentram op deze lijn. In 1919 werd opnieuw een motortram ingezet, waarvoor dit keer een oud legervoertuig tot tram werd verbouwd. In 1922 reed de tram voor het laatst.

## Materieel
In 1883 werd door de HSM een locomotief met rijtuigen ingezet, zoals die normaal alleen op lokaalspoorwegen en belangrijke tramlijnen werden gebruikt. Deze locomotief van de serie 163-143 was geschikt voor eenmansbediening, zodat de kosten van een stoker werd uitgespaard. In geval van nood kon de conducteur met een smalle, stalen deur vanuit de trein de locomotief bereiken. De "tram" bestond verder uit twee rijtuigen; een rijtuig derde klasse en een gecombineerd rijtuig tweede klasse met bagageafdeling.
In 1885 werd deze locomotief vervangen door een tramlocomotief. Dit waren eerst locomotieven uit de serie 201-214 en 220-224; vanaf 1896 serie 225-228; vanaf 1909 werden de tramlocomotieven 229 en 231 ingezet. De treinrijtuigen, die normaal alleen werden ingezet op lokaalspoorwegen en belangrijke tramlijnen, bleven in dienst.
Vanaf 1915 tot 1922 werd de lijn vervolgens uitgevoerd met motortractie, hoewel bronnen aangeven dat wegens een gebrek aan brandstof tussen 1917 en 1919 de exploitatie als paardentram heeft plaatsgevonden. Voor de exploitatie als paardentram en motortram is in totaal gebruik gemaakt van een zestal verschillende paardentramrijtuigen die tweedehands waren aangeschaft. Deze rijtuigen waren afkomstig van de Leidse stadstram en waren van oorsprong van de RTM.
De eerste motortram bestond uit een samengesteld treinstel wat geconstrueerd was uit drie verschillende tweeassige paardentramrijtuigen. Van het eerste en derde rijtuig was 1 as verwijderd en de resterende as gecentreerd geplaatst. Samen met het middelste paardentramstel ontstond zo een tramstel. Dit tramstel is later nog eens verbouwd waarbij het middelste tramstel voorzien werd van een 90 graden gedraaide andere paardentrambak die uitstak voor een beter zicht voor de bestuurder die zich in het middelste motorrijtuig bevond.
Een ander motorrijtuig bestond uit 1 gedeelte en werd verbouwd uit een uit Leiden afkomstige paardentram. De bak werd iets verlengd om een motorruimte in te bouwen. In 1917 werd het rijtuig omgebouwd om gas te rijden. Na enkele maanden was dit echter net als benzine niet meer te verkrijgen waardoor het motorstel buiten dienst werd gesteld. Uiteindelijk kwam het vermoedelijk in 1919 weer in dienst om in 1922 te worden afgevoerd.
Een laatste rijtuig heeft mogelijk alleen dienst gedaan als paardentram. Ten slotte is mogelijk een van de voornoemde rijtuigen rond 1919 nog op een Duitse railauto geplaatst.